# Ludwik Szułczyński
Ludwik Szułczyński (ur. 11 sierpnia 1916 we Wrocławiu, zm. 17 lipca 2007 w Poznaniu) – polski bokser.

## Kariera sportowa
Uprawianie boksu rozpoczął w 1933 roku w klubie Polonia Leszno, po trzech latach, przeszedł do Warty Poznań, gdzie w 1937 zdobył drużynowe mistrzostwo Polski. Tego samego roku, został zawodnikiem HCP Poznań, pozostając w tym klubie do początku wojny. Walcząc na ringu w kategorii średniej w 1939 roku, został mistrzem Polski. W latach 1938 – 1939, czterokrotnie wystąpił w reprezentacji Polski, odnosząc 3 zwycięstwa, przy 1 porażce.
Reprezentując wysoki poziom sportowy, zmuszony został, jak wielu innych sportowców, przerwać ciekawie zapowiadającą się karierę z powodu wybuchu wojny.
Został pochowany na Cmentarzu Junikowo w Poznaniu (pole 8-2-7-7).

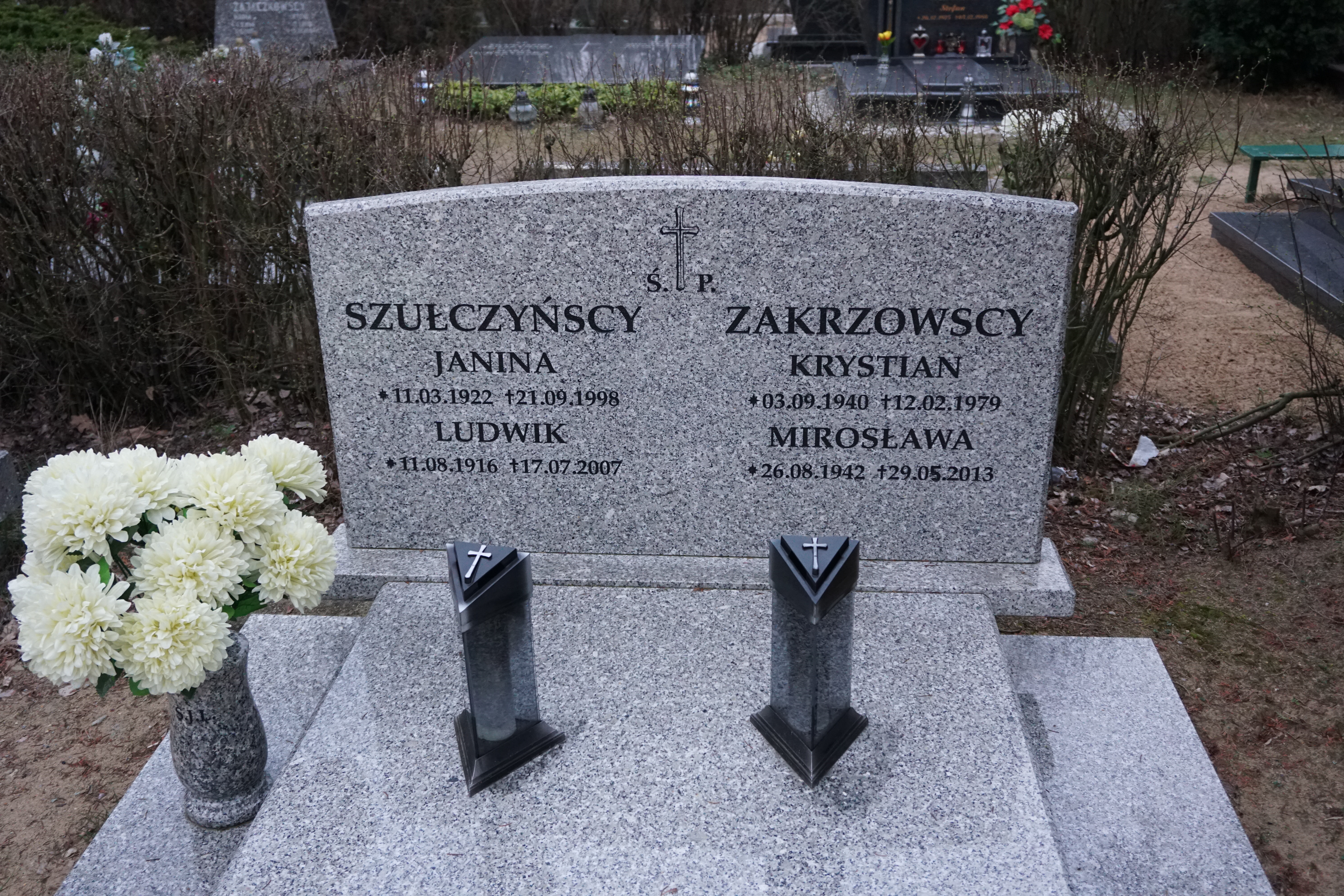
Grób Ludwika Szułczyńskiego na Cmentarzu Junikowskim